# Majak (Makijiwka)
Majak (ukrainisch und russisch Маяк) ist eine Siedlung städtischen Typs im Osten der Ukraine in der Oblast Donezk mit etwa 1200 Einwohnern.

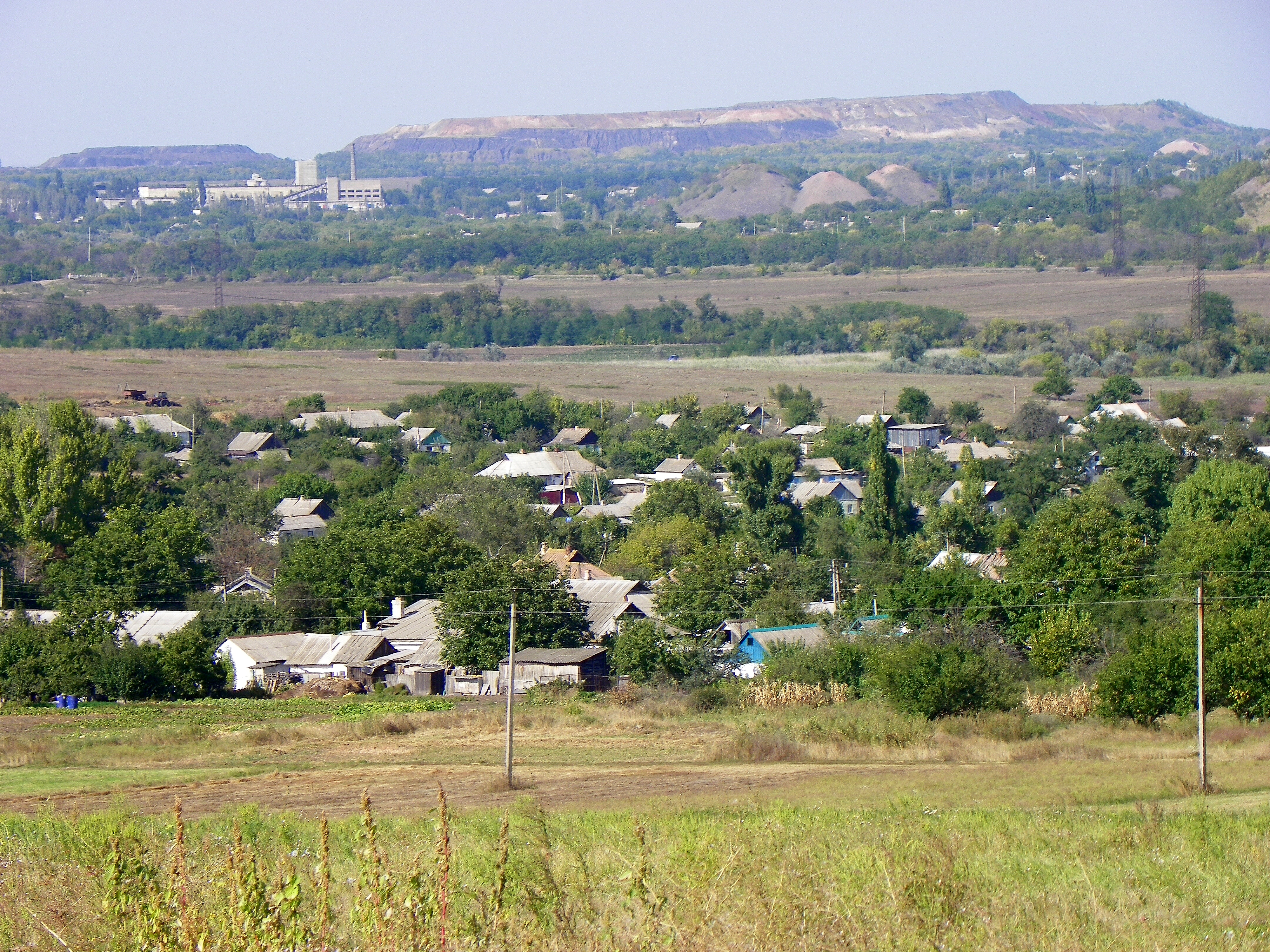
Blick auf den Ort

## Geographie
Die Siedlung städtischen Typs liegt im Donezbecken, etwa 11 Kilometer östlich vom Oblastzentrum Donezk und 10 Kilometer südöstlich vom Stadtzentrum von Makijiwka, zu dessen Stadtkreis sie zählt, entfernt.
Der Ort gehört zur Siedlungsratsgemeinde von Hrusko-Sorjanske (5 Kilometer südöstlich gelegen), welche verwaltungstechnisch dem Stadtrajon Hirnyz innerhalb von Makijiwka zugeordnet ist.

## Geschichte
Der Ort entstand Ende 1991 durch Ausgründung aus dem Stadtgebiet von Makijiwka, seit 1996 hat der Ort den Status einer Siedlung städtischen Typs. Seit Sommer 2014 ist der Ort im Verlauf des Ukrainekrieges durch Separatisten der Volksrepublik Donezk besetzt.